# 日本六古窯

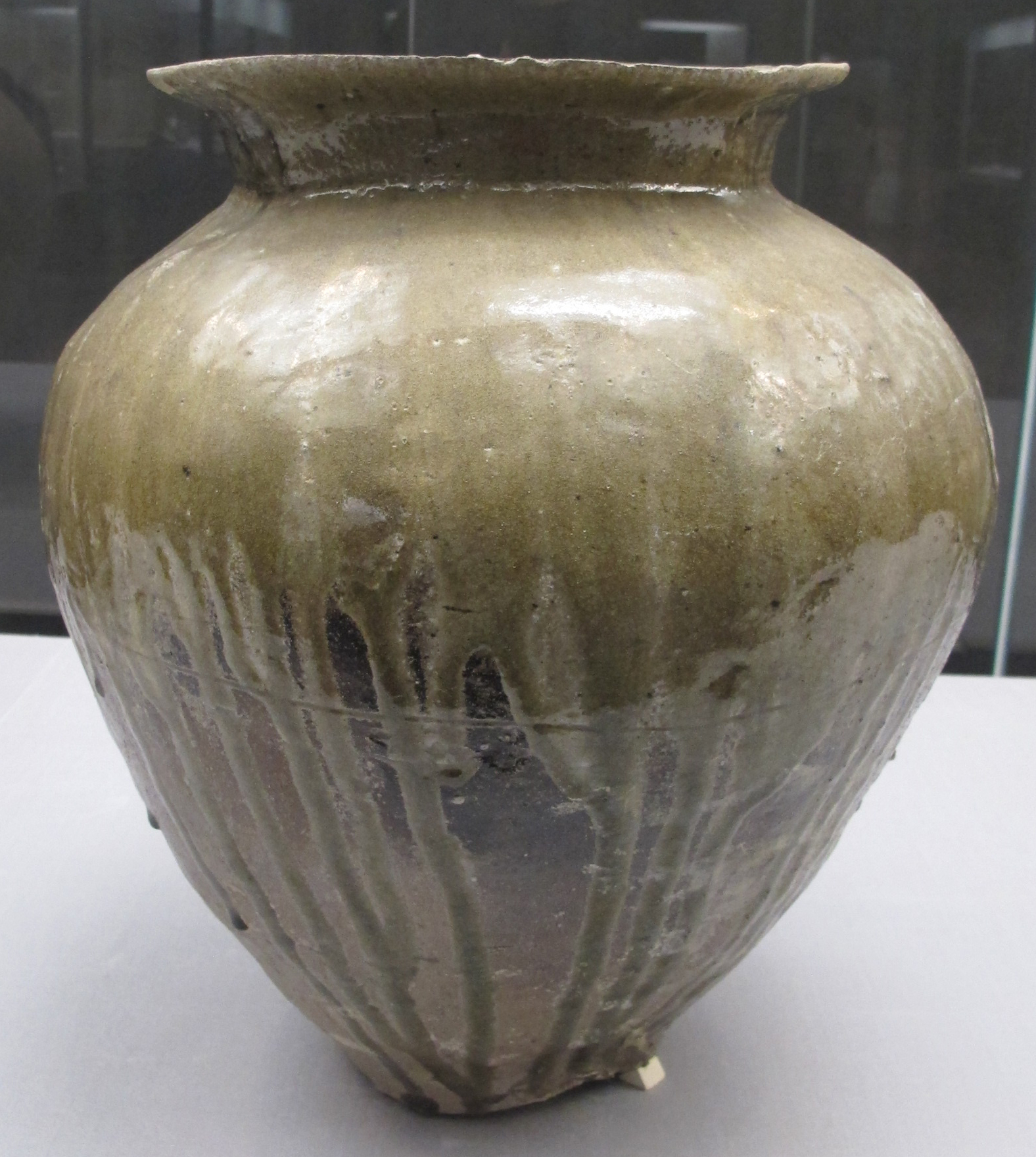
常滑灰釉壺 平安時代
個人蔵 重要文化財

日本六古窯（日语：／ Nihon Rokkoyō）是日本六處歷史悠久且至今仍在生產的陶瓷窯之總稱。

## 經緯
古窯基於朝鮮半島和中國移居日本的渡來人帶入的技術，與近代的窯相區別。
六古窯的概念由小山富士夫提出，其中並不包含日本最有名且常見的美濃燒。這樣遴選的主要目的是讓美濃焼以外的傳統陶瓷能夠發揚光大。
戶倉恆信曾有批評：所謂「六古窯」原來僅不過是歷史考古學上的範疇而已。是基於陶磁研究中所謂「中世五古窯」──瀨戶、常滑、信樂、丹波、備前之上，小山富士夫（KOYAMA Fujio:1900-1975）於二戰前（1932）加上越前窯而提倡的「中世六古窯址」之略稱。但是後來小山自己有承認，「戰後在岐阜縣中津川、多治見附近、靜岡縣的金谷附近、渥美半島、能登半島等也發現了平安、鎌倉、室町時代的古窯址，因此嚴格而言，這並不是正確的名稱。」現今，在學術上以「小山六古窯論」之名，不斷檢討過去古窯址群的認定法。現在世間將原來「小山中世六古窯址論」的考古學範疇，卻仍舊以「六古窯」此一名稱作為介紹日本陶磁器的關鍵詞。這主要因為一般人對於「古窯」二字所帶來「原始風貌」之想像，並轉成地方觀光資源（經濟效應）之故。所以旅客到了丹波、信樂、備前等地，見到景觀果然相符於如此想像，而獲得了符合期待的滿足。相對地，到了瀨戶地區可能因為不符合原先的預設，有些外人便給予「失去古窯」風景等相當荒謬的風評。諷刺的是，將考古學上的「窯址」概念，誤等同於現今燒製的陶磁器窯場，這是專業知識的通俗化與一連串誤解的結果。

## 產地
- 瀨戶燒：愛知縣瀨戶市
- 常滑燒（日语：常滑焼）：愛知縣常滑市
- 越前燒（日语：越前焼）：福井縣丹生郡越前町
- 信樂燒（日语：信楽焼）：滋贺县甲賀市
- 立杭燒：兵庫縣丹波篠山市今田町立杭
- 備前燒（日语：備前焼）：岡山縣備前市伊部

## 日本六古窯峰會
1988年（昭和63年），第一屆六古窯峰會在丹波篠山市舉行。至今已舉行了13屆。峰會期間，六古窯産地的首長濟濟一堂，交流商議發展大計。

## 関連項目
- 三大古窯（日语：三大古窯）